# British Academy Film Award/Bester animierter Kurzfilm

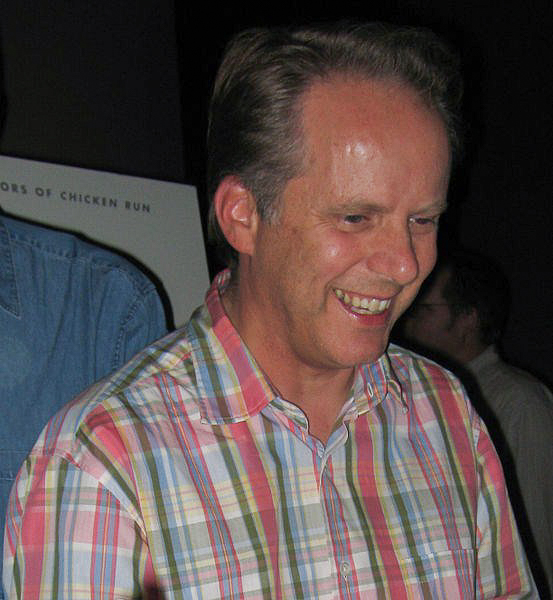
Nick Park, fünf Mal nominiert und vierfacher Preisträger

Gewinner und Nominierte in der Kategorie Bester animierter Kurzfilm (Best Short Animation) seit der ersten Verleihung bei den British Academy Film Awards (BAFTA Awards) im Jahr 1983; von 1983 bis 1989 wurde der Preis auch an Fernsehtrickfilme vergeben. Drei Mal wurden Oscar-prämierte Filme ausgezeichnet, zuletzt 2001 Father and Daughter. Steht ein Sternchen hinter dem Filmtitel, wurde der Kurzfilm mit einem Oscar ausgezeichnet.
Die unten aufgeführten Filme werden mit ihrem deutschen Verleihtitel (sofern ermittelbar) angegeben, danach folgt in Klammern in kursiver Schrift der Originaltitel in der jeweiligen Landessprache und abgetrennt Regisseure und Produzenten, die nominiert wurden. Die Nennung des Originaltitels entfällt, wenn deutscher und Original-Filmtitel identisch sind. Die Gewinner stehen hervorgehoben an erster Stelle.

## 1980er Jahre
1983
Dreamland Express – David Anderson
Some Of Your Bits Ain’t Nice – Richard Taylor
Sound Collector – Lynn Smith
1984
Henry’s Cat – Bob Godfrey
Dangermouse – Brian Cosgrove, Mark Hall
Paddington Goes To The Movies (A Paddington Special) – Barry Leith
The Wind In The Willows – Mark Hall, Brian Cosgrove
1985
Rupert And The Frog Song – Geoff Dunbar
Dangermouse – Brian Cosgrove, Mark Hall
Thomas The Tank Engine And Friends – Britt Allcroft, David Mitton, Robert Cardona
The Wind In The Willows (Serie) – Mark Hall, Brian Cosgrove
1986
Alias The Jester – Brian Cosgrove, Mark Hall
Dangermouse – Brian Cosgrove, Mark Hall
Superted – David Edwards, Mike Young
The Wind In The Willows: Winter Sports – Mark Hall, Brian Cosgrove
1987
Superted – David Edwards, Robin Lyons
Dangermouse – Brian Cosgrove, Mark Hall
Max Headroom’s Giant Christmas Turkey – David G Hillier
Paddington Goes To School (Special) – Martin Pullen
Thomas The Tank Engine And Friends – Robert Cardona/David Mitton
Wind In The Willows – Brian Cosgrove/Mark Hall
1988
The Reluctant Dragon – Bridget Appleby
Fireman Sam – Ian Frampton, John Walker
The Shoe People – Tony Barnes, Clennell Rawson
The Wind In The Willows – Brian Cosgrove, Mark Hall
1989
The Hill Farm – Mark Baker
Clothes Animation – Osbert Parker
Daddy’s Little Piece Of Dresden China – Karen Watson
Rarg – Tony Collingwood

## 1990er Jahre
1990
Wallace & Gromit – Alles Käse (A Grand Day Out) – Nick Park
Creature Comforts* – Sara Mullock, Nick Park
Egoli – Karen Kelly
War Story – Sara Mullock, Peter Lord
1991
Toxic – Andrew McEwan
Deadsy – David Anderson
Der Tod des Stalinismus in Böhmen (Konec stalinismu v Čechách) – Jan Švankmajer
1992
Balloon – Ken Lidster
Adam – Chris Moll, Peter Lord
Anamorphosis – Keith Griffiths, Brothers Quay
Touch – Debra Smith
1993
Daumier’s Law – Ginger Gibbons, Geoff Dunbar
A Is for Autism – Dick Arnall, Tim Webb
Blindscape – Stephen Palmer
Soho Square – Pam Dennis, Sue Paxton, Mario Cavalli
1994
Wallace & Gromit – Die Techno-Hose* (The Wrong Trousers) – Christopher Moll, Nick Park
Bob’s Birthday* – David Fine, Alison Snowden
Britannia – David Parker, Joanna Quinn
The Village – Pam Dennis, Mark Baker
1995
The Big Story – Tim Watts, David Stoten
Der Mönch und der Fisch (Le moine et le poisson) – Patrick Eveno, Jacques-Rémy Girerd, Michael Dudok de Wit
Pib and Pog – Carla Shelley, Peter Peake
Stressed – Karen Kelly
1996
Wallace & Gromit – Unter Schafen* (A Close Shave) – Carla Shelly, Michael Rose, Nick Park
Achilles – Glenn Holberton, Barry Purves
Gogs Ogof – Deiniol Morris, Michael Mort
The Tickler Talks – Steven Harding-Hill
1997
Die alte Dame und die Tauben (La vieille dame et les pigeons) – Bernard Lajoie, Didier Brunner, Sylvain Chomet
Famous Fred – John Coates, Catrin Unwin, Joanna Quinn
Testament: The Bible in Animation (Ep.: Joseph) – Elizabeth Babakhina, Aida Zyablikova
Testament: The Bible in Animation (Ep.: Moses) – Naomi Jones, Gary Hurst
The Saint Inspector – Richard Hutchison, Mike Booth
Trainspotter – Christopher Moll, Jeff Newitt, Neville Astley
1998
Stage Fright – Helen Nabarro, Michael Rose, Steve Box
El caminante – Jeremy Moorshead, Debra Smith
Flatworld – Nigel Pary, Daniel Greaves, Patrick Veale
T.R.A.N.S.I.T. – Iain Harvey, Piet Kroon
1999
The Canterbury Tales – Aida Zyablikova, Renat Zinnurov, Ashley Potter, Dave Antrobus, Claire Jennings, Mic Graves, Joanna Quinn, Les Mills, Jonathan Myerson
1001 Nights – Yukio Sonoyama, Mike Smith
Gogwana – Helen Nabarro, Deiniol Morris, Sion Jones, Michael Mort, Joe Turner
Humdrum – Carla Shelley, Julie Lockhart, Peter Peake

## 2000er Jahre
2000
The Man with the Beautiful Eyes – Jonathan Bairstow, Jonathan Hodgson
Jolly Roger – Claire Jennings, Mark Baker, Neville Astley
The Old Man and the Sea* – Bernard Lajoie, Tatsuo Shimamura, Alexander Petrow
Der Perückenmacher – Annette Schäffler, Steffen Schäffler
2001
Father and Daughter* – Claire Jennings, Willem Thijssen, Michael Dudok de Wit
Cloud Cover – Lisbeth Svärling
Lounge Act – Teun Hilte, Gareth Love
Six of One – Phil Davis, Tim Webb
2002
Dog – Suzie Templeton
Camouflage – Jonathan Bairstow, Jonathan Hodgson
Home Road Movies – Dick Arnall, Robert Bradbrook, Ian Sellar
Tuesday – Geoff Dunbar, Judith Roberts
The World of Interiors – Chris Shepherd, Bunny Schendler
2003
Fish Never Sleep – Gaëlle Denis
Die Chubbchubbs!* (The Chubbchubbs) – Jacquie Barnbrook, Eric Armstrong, Jeff Wolverton
The Dog Who Was a Cat Inside – Andrew Ruhemann, Stan Rees, Siri Melchior
Sap – Lucie Wenigerová, Hyun-Joo Kim
Wedding Espresso – Jonathan Bairstow, Sandra Ensby, Lesley Glaister
2004
Jo Jo in the Stars – Sue Goffe, Marc Craste
Dad’s Dead – Maria Manton, Chris Shepherd
Dear, Sweet Emma – John Cernak
Nur ein Häppchen (Nibbles) – Ron Diamond, Christopher Hinton
Plumber – Randi Yaffa, Andrew Knight, Richard Rosenman
2005
Birthday Boy – Andrew Gregory, Sejong Park
City Paradise – Erika Forzy, Gaëlle Denis
Heavy Pockets – Jane Robertson, Sarah Cox
His Passionate Bride – Sylvie Bringas, Monika Forsberg
Little Things – Daniel Greaves
2006
Sztuka spadania – Jarek Sawko, Piotr Sikora, Tomasz Bagiński
Film Noir – Osbert Parker
Kamiya tsûshin – Sumito Sakakibara
The Mysterious Geographic Explorations of Jasper Morello – Anthony Lucas, Julia Lucas, Mark Shirrefs
Rabbit – Run Wrake
2007
Guy 101 – Ian W. Gouldstone
Dreams and Desires: Family Ties – Les Mills, Joanna Quinn
Peter und der Wolf* (Peter & the Wolf) – Hugh Welchman, Alan Dewhurst, Suzie Templeton
2008
The Pearce Sisters – Jo Allen, Luis Cook
The Crumblegiant – Pearse Moore, John McCloskey
Yours Truly – Osbert Parker, Fiona Pitkin, Ian W. Gouldstone
2009
Wallace & Gromit – Auf Leben und Brot (Wallace And Gromit: A Matter Of Loaf And Death) – Steve Pegram, Nick Park, Bob Baker
Codswallop – Greg McLeod, Myles McLeod
Schädlinge (Varmints) – Sue Goffe, Marc Craste

## 2010er Jahre
2010
Mother of Many – Sally Arthur, Emma Lazenby
Der Grüffelo – Michael Rose, Martin Pope, Jakob Schuh, Max Lang
The Happy Duckling – Gili Dolev
2011
The Eagleman Stag – Michael Please
Matter Fisher – David Prosser
Thursday – Matthias Hoegg
2012
A Morning Stroll – Grant Orchard, Sue Goffe
Bobby Yeah – Robert Morgan
Abuelas – Afarin Eghbal, Francesca Gardiner, Kasia Malipan
2013
The Making of Longbird – Will Anderson, Ainslie Henderson
Here to Fall – Kris Kelly, Evelyn McGrath
I’m Fine Thanks – Eamonn O’Neill
2014
Sleeping With The Fishes – James Walker, Sarah Woolner, Yousif Al-Khalifa
Everything I Can See From Here – Bjorn-Erik Aschim, Friederike Nicolaus, Sam Taylor
I Am Tom Moody – Ainslie Henderson
2015
The Bigger Picture – Christopher Hees, Daisy Jacobs, Jennifer Majka
Monkey Love Experiments – Will Anderson, Cameron Fraser, Ainslie Henderson
My Dad – Marcus Armitage
2016
Edmond – Nina Gantz, Emilie Jouffroy
Manoman – Simon Cartwright, Kamilla Kristiane Hodol
Prologue – Imogen Sutton, Richard Williams
2017
A Love Story – Khaled Gad, Anushka Kishani Naanayakkara, Elena Ruscombe-King
The Alan Dimension – Jac Clinch, Jonathan Harbottle, Millie Marsh
Tough – Jennifer Zheng
2018
Poles Apart – Paloma Baeza, Ser En Low
Have Heart – Will Anderson
Mamoon – Ben Steer
2019
Die Jungen-WG (Roughhouse) – Jonathan Hodgson, Richard Van Den Boom
I’m OK – Elizabeth Hobbs, Abigail Addison, Jelena Popovic
Marfa – Greg McLeod, Myles McLeod

## 2020er Jahre
2020
Grandad Was a Romantic – Maryam Mohajer
- In Her Boots – Kathrin Steinbacher
- The Magic Boat – Naaman Azhar, Lilia Laurel

2021
The Owl and the Pussycat – Mole Hill, Laura Duncalf
- The Fire Next Time – Renaldho Pelle, Yanling Wang, Kerry Jade Kolbe
- The Song of A Lost Boy – Daniel Quirke, Jamie MacDonald, Brid Arnstein

2022
Do Not Feed the Pigeons – Antonin Niclass, Vladimir Krasilnikov, Jordi Morera
- Affairs of the Art – Joanna Quinn, Les Mills
- Night of the Living Dread – Ida Melum, Danielle Goff, Laura Jayne Tunbridge, Hannah Kelso

2023
Der Junge, der Maulwurf, der Fuchs und das Pferd (The Boy, the Mole, the Fox and the Horse) – Peter Baynton, Charlie Mackesy, Cara Speller, Hannah Minghella
- Middle Watch – John Stevenson, Aiesha Penwarden, Giles Healy
- Your Mountain is Waiting – Hannah Jacobs, Zoe Muslim, Harriet Gillian

2024
Crab Day – Regie: Ross Stringer; Produktion: Bartosz Stanislawek und Aleksandra Sykulak
- Visible Mending – Regie: Samantha Moore; Produktion: Tilley Bancroft
- Wild Summon – Regie: Karni Arieli und Saul Freed; Produktion: Karni Arieli, Saul Freed und Jay Woolley

2025
Wander to Wonder – Regie: Nina Gantz; Drehbuch: Nina Gantz, Stienette Bosklopper und Simon Cartwright; Produktion: Nina Gantz, Stienette Bosklopper und Maarten Swart
- Adiós – Regie: José Prats; Drehbuch: José Prats, Natalia Kyriacou und Bernardo Angeletti; Produktion: Bernardo Angeletti
- Mog’s Christmas – Regie: Robin Shaw; Drehbuch: Joanna Harrison; Produktion: Camilla Deakin und Ruth Fielding